# Heteroplasmia

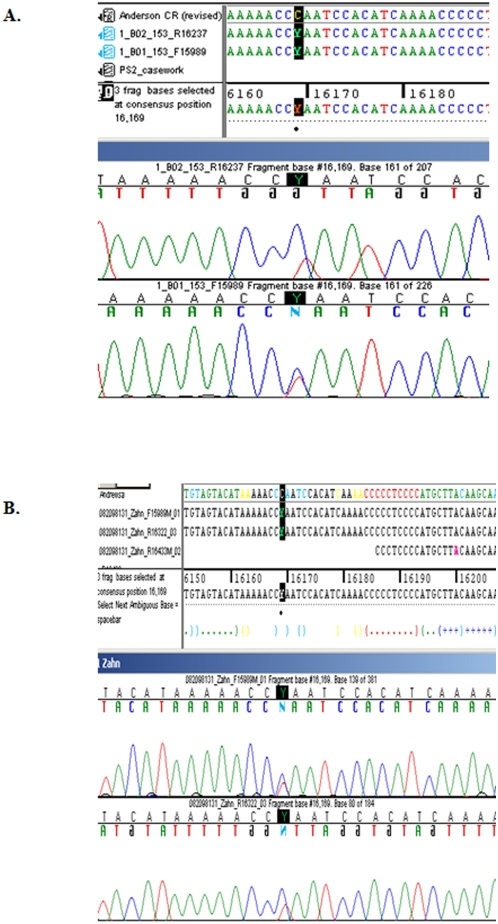
Heteroplasmia 16169 C/T de Nicolau II da Rússia. (Coble et al., 2009).

A heteroplasmia é a presença de uma mistura de mais do que um tipo de genoma mitocondrial ou genoma cloroplastidial em uma mesma célula. Diz-se que um indivíduo é heteroplasmático quando possuía uma mistura de duas populações diferentes de mitocôndrias ou cloroplastos . É um fenômeno que ocorre por acumulação de erros   durante a replicação (perda de capacidade de revisão pela DNA polimerase responsável pela replicação do material organelar ou inserção de nucleotídeos errôneos ) e por danos causados devido aos radicais livres do ambiente oxidativo de toda a organela (principalmente as mitocôndrias, cujo material genético situa-se fisicamente próximo ao local de fosforilação oxidativa, fonte de radicais livres ).. É passível de ser transmitido à descendência, caso ocorra em células gaméticas. Também é um colaborador para a heteroplasmia a herança biparental de material genético organelar, como é visto em alguns tipos de plantas. A heteroplasmia ocasionada por biparentalidade de material genético organelar tira a homogeneidade da célula quanto ao tipo de cloroplastos ou mitocôndrias ali presentes.
A heteroplasmia surge por oposição à homoplasmia, em que todas as mitocôndrias possuem o mesmo genoma. Porém, uma célula heteroplasmática pode originar duas células homoplasmáticas, essa situação ocorre quando as organelas são distribuídas de forma que uma célula filha herde somente as organelas mutadas e a outra herde somente as organelas selvagens (não mutadas).
É ainda na heteroplasmia que reside a explicação para a maioria das doenças mitocondriais.